# Phobos (Marvel Comics)
Phobos, il cui vero nome è Alexander Aaron, è un personaggio dei fumetti, creato da Michael Avon Oeming (testi) e Travel Foreman (disegni), pubblicato dalla Marvel Comics. La sua prima apparizione avviene in Ares: God of War (vol. 1) n. 1 (marzo 2006).
Figlio dodicenne del dio greco-romano della guerra Ares e di una donna mortale, Alexander ha vissuto come un comune mortale fino al manifestarsi dei poteri derivati dal suo retaggio olimpico, militando successivamente nella task force segreta di superumani istituita da Nick Fury per proteggere il mondo: i Secret Warriors.
Il nome "Phobos" è appartiene inoltre anche a un altro individuo nell'Universo Marvel, un personaggio marginale a sua volta figlio di Ares e apparso molto raramente.

## Storia editoriale
Prima del debutto del personaggio, il nome "Phobos" era già stato usato dalla Marvel Comics per l'antagonista della storia di coda di Dr. Strange, Sorcerer Supreme (vol. 1) n. 32 (agosto 1991), un racconto di cinque pagine scritto da Roy Thomas e disegnato da Jean-Marc Lofficier in cui Thor e Ercole si alleano contro i figli di Ares e della Dea della Notte Nox: Phobos, il dio della Paura e Deimos, il dio del Terrore, sconfiggendo entrambi. Nonostante Alexander Aaron compaia diversi decenni dopo, nel primo numero della miniserie Ares: God of War, datato marzo 2006, per diverso tempo si è creduto che lui e l'omonimo predecessore fossero lo stesso personaggio, ipotesi rafforzata nel momento in cui, su The Mighty Avengers n. 13 (luglio 2008), il personaggio manifesta i medesimi poteri del Phobos originale; su Thor & Hercules: Encyclopaedia Mythologica n. 1 (luglio 2009) viene tuttavia chiarito definitivamente che Alexander e il precedente Phobos condividono un vincolo di parentela in quanto fratellastri ma sono due personaggi distinti.
Nel maggio 2007, su The Mighty Avengers (vol. 1) n. 1, la storia del personaggio raccontata in Ares: God of War viene parzialmente modificata tramite un ret-con a opera di Brian Michael Bendis. Alexander compare in seguito nel crossover Secret Invasion e nella saga Dark Reign divenendo un personaggio regolare in Secret Warriors dal numero 1 (aprile 2009) fino al 22 (gennaio 2011).

## Biografia del personaggio
Nato a New York, dal dio della Guerra Ares e da una donna mortale, Alexander Aaron viene cresciuto come un normale essere umano per volere del padre; quando però Amatsu-Mikaboshi, desideroso di distruggere tutti i pantheon della Terra, dichiara guerra all'Olimpo, rapisce il ragazzino facendogli il lavaggio del cervello, risvegliando i suoi poteri dopo averlo costretto a bere il suo sangue, addestrandolo nell'arte della spada e consegnandogli la "Tagliaerba", una lama forgiata dallo stesso Efesto con cui gli ordina di assassinare suo padre, dopo aver trafitto il genitore Alex rinsavisce e, terminata la Guerra del Chaos, torna brevemente alla vita civile per poi venire avvicinato da Daisy Johnson che, su ordine di Fury lo recluta nei Secret Warriors assieme a J.T. James (Hellfire), Yo-Yo Rodriguez (Slingshot), Sebastian Druid (Druido), Jerry Sledge (Stonewall) e Eden Fesi (Manifold).
Alexander ammira enormemente suo padre e, pur desiderando più di ogni altra cosa diventare un guerriero valoroso come lui, cerca un punto di riferimento più elevato della vittoria, dei premi materiali dovuti ad essa o anche allo stesso senso dell'onore, giungendo alla conclusione che preferirebbe puntare ad essere un eroe, motivo per il quale accetta di entrarne nella task force di Fury e, assieme ad essi, nel corso dell'invasione segreta degli Skrull, contribuisce ad abbattere la setta che guida gli alieni mutaforma, assiste in varie occasioni i supereroi non ancora sostituiti dagli Skrull e prende parte alla battaglia finale nel centro di New York.
Nel momento in cui l'HYDRA raduna tutti i suoi capi supremi e si allea con l'H.A.M.M.E.R. di Osborn per dichiarare guerra a Leviathan e agli uomini di Fury, Alexander, col nome in codice di "Phobos", e i Secret Warriors prendono parte a una macchinosa e cruenta guerra segreta tra agenzie spionistiche. Durante tale periodo ha modo di ricongiungersi al padre Ares, nel frattempo divenuto membro degli Oscuri Vendicatori, che lo accompagna alla cerimonia di giudizio dei pantheon, durante la quale Alex viene riconosciuto degno di essere riverito come "dio della Paura" in quanto ne è privo. Venendo però avvisato che, per diventare una divinità a tutti gli effetti debba prima morire e, in seguito, rinascere.
Dopo aver combattuto all'Assedio di Asgard, seguendo le direttive di Fury, Phobos e i Secret Warriors sferrano l'attacco definitivo all'HYDRA nel corso del quale, per vendicare la compagna di squadra Yo-yo, gravemente ferita da Gorgon, lo affronta senza remore venendo ucciso ed entrando nell'Eliseo in compagnia di suo padre.

## Poteri e abilità
Alexander è molto maturo e pragmatico per la sua età, ed è dotato oltre ai suoi poteri olimpici, di un'intelligenza sovrumana e di notevoli capacità tattiche e strategiche, che sfoggia senza problemi in più di un'occasione, con un atteggiamento più sornione che arrogante. Enormemente esperto nel combattimento corpo a corpo e nell'uso di qualsiasi tipo di arma, Phobos ha una predilezione per le armi bianche e in battaglia brandisce una spada chiamata "Tagliaerba" (Grasscutter) forgiata da Efesto.
Non è chiaro se dal suo retaggio olimpico Phobos abbia ottenuto anche le capacità fisiche sovrumane che contraddistinguono gli olimpici, tuttavia possiede un'accuratissima capacità di preveggenza e i suoi peculiari poteri gli consentono di generare ondate di paura negli altri attaccandosi a ciò che li terrorizza nella maniera più recondita, sebbene le persone "prive di paura" (come Fury o Gorgon) vi siano immuni. Quando utilizza i suoi poteri i suoi occhi si illuminano divenendo o bianchi o rossi, sebbene non sia noto il motivo di tale differenza.